# 弗拉基米尔·亚历山德罗维奇·穆拉维约夫
弗拉基米尔·亚历山德罗维奇·穆拉维约夫（俄语：Владимир Александрович Муравьёв，1938年10月2日—2020年1月21日），苏联及俄罗斯军事人物。上将军衔。俄罗斯联邦战略导弹部队原副总司令。

## 生平
1938年生于莫斯科州佳特洛夫卡。1955年8月进入苏军服役。1960年毕业于哈尔科夫高等军事指挥工程学院，分配至驻扎在布列斯特州普魯扎內的第50火箭集团军第31近卫火箭师第403团服役。历任排长、营长。1963年至1969年，在战略火箭部队的工程部门工作。1969年至1973年，历任团工程师、副团长。1973年至1975年，在捷尔任斯基军事学院进修。1975年6月至1976年，任第31近卫火箭师第306火箭团团长。1976年11月至1978年，任第24近卫火箭师参谋长兼副师长，驻扎在加里宁格勒州近衛軍城。1978年7月，任第49近卫火箭师师长，驻扎在格罗德诺州利达。在他的指挥下，该师装备了RSD-10远程弹道导弹，取代了原先的R-12德維納河導彈。1979年10月，时任战略导弹部队第一副司令米哈伊尔·格里戈里耶夫上将视察该师。评价“良好”。
1982年，穆拉维约夫被派往苏联总参谋部军事学院进修。1984年6月至1987年，任第50火箭集团军第一副司令，总部驻扎在斯摩棱斯克。1987年12月10日至1992年11月24日，任第53火箭集团军司令，总部驻扎在赤塔。在此期间，他负责部署了RT-2PM白楊飛彈。
1992年11月，任俄罗斯联邦战略导弹部队作战训练处处长。1993年8月，任战略导弹部队作战训练副总司令，作战训练处处长。1994年（一说1993年）晋升上将。1997年9月，任战略导弹部队第一副总司令。1998年1月，任常务副总司令。1999年，获俄罗斯联邦功勋军事家称号。2000年5月30日因年龄原因退役。
退役后，当选为战略导弹部队退伍军人联合会主席。2007年获军事学副博士学位。2020年1月21日逝世。葬于特罗耶库罗夫公墓。